# Samsung Galaxy A8 (2018)

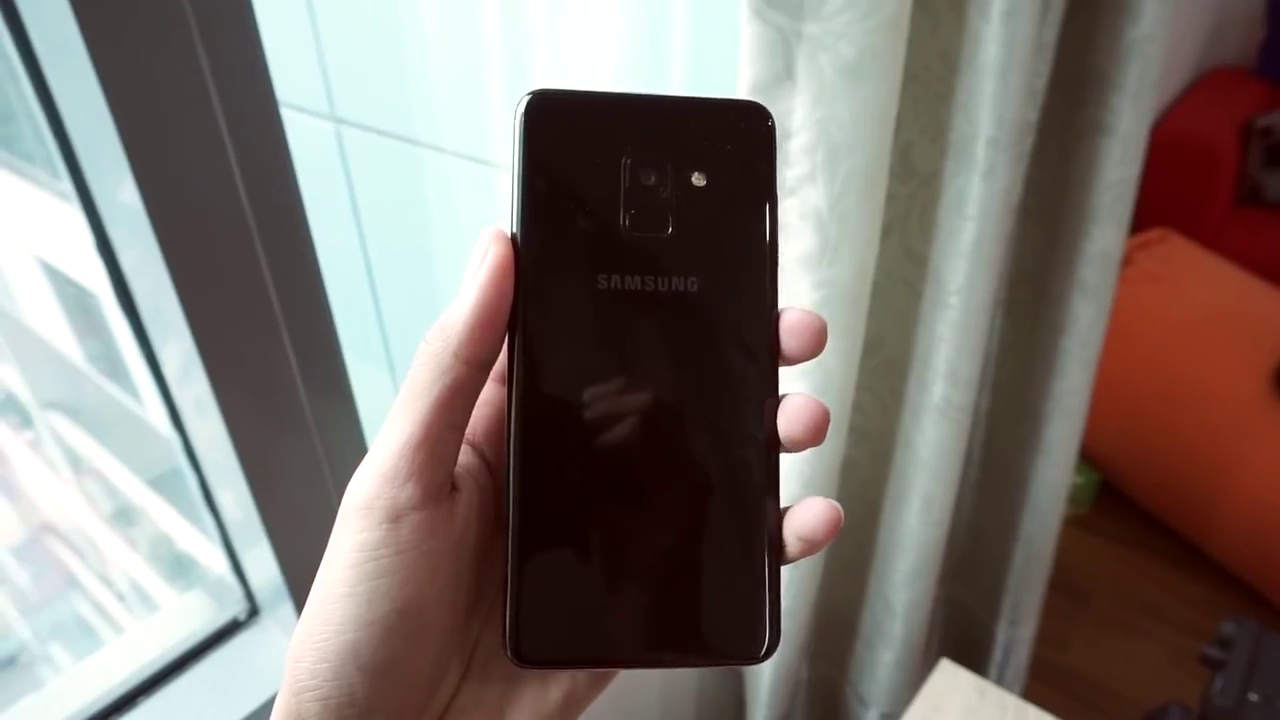
Parte trasera del Samsung Galaxy A8 (2018)

El Samsung Galaxy A8 y el Samsung Galaxy A8+ (2018) son teléfonos inteligentes Android de gama media-alta producidos por Samsung Electronics. Fueron anunciados el 19 de diciembre de 2017. Los dispositivos ejecutan Android 7.1.1 "Nougat" listo para usar con Samsung Experience 8.5.

## Posicionamiento del producto
Como una alternativa menos costosa al buque insignia Samsung Galaxy S8/S8+, el A8/A8+ de rango medio tiene una estética de diseño de "Pantalla Infinita" similar con un panel de 18.5:9 y biseles angostos. Sin embargo, la pantalla del A8 es una pantalla plana con resolución FHD+, en comparación con el panel curvo QHD+ del S8.

### Variantes
| Modelo      | Procesador                 | tarjeta SIM | Región                                                       |
| ----------- | -------------------------- | ----------- | ------------------------------------------------------------ |
| SM-A530F    | Samsung Exynos 7 Octa 7885 | Soltero     | Europa                                                       |
| SM-A530F/DS | Samsung Exynos 7 Octa 7885 | Doble       | Europa, Asia, África, América Latina, Oceanía, Medio Oriente |
| SM-A530W    | Samsung Exynos 7 Octa 7885 | Soltero     | Canadá                                                       |
| SM-A730F/DS | Samsung Exynos 7 Octa 7885 | Doble       | Asia, África, América Latina, Oceanía, medio Este            |